# Röhrenfurth (Adelsgeschlecht)
Die Herren von Röhrenfurth waren ein althessisches Rittergeschlecht mit Stammsitz im Dorf Röhrenfurth an der Fulda, einige Kilometer nördlich von Melsungen. In Melsungen besaßen sie einen Burgsitz in der landgräflichen Burg.
An ihrem Stammsitz sicherten die Röhrenfurther für die Landgrafen von Hessen eine wichtige Furt über den Fluss.

## Geschichte
Die Quellenlage zu den Röhrenfurthern ist lückenhaft. Erstmals greifbar werden sie mit Bertoldus de Rornefort, der am 30. November 1182 in einer Urkunde des Kaisers Friedrich Barbarossa als Bürge (fideisponsor) für Landgraf Ludwig III. von Thüringen erscheint. Später werden Helmwich (1199), Helferich (1219–20) und Heinrich (um 1200 gest.) anlässlich verschiedener Beurkundungen genannt; letzterer war Subdiakon und Kanonikus am St. Petri-Stift in Fritzlar.
1269 veräußerte Wolrad von Rorenvort mit Zustimmung seiner Ehefrau und seiner Söhne Wolrad und Hermann seine Besitzungen in und bei Röhrenfurth (die damaligen Orte Alt- und Neu-Breitenbach) für 21 feine Mark an das Kloster Eppenberg bei Gensungen.

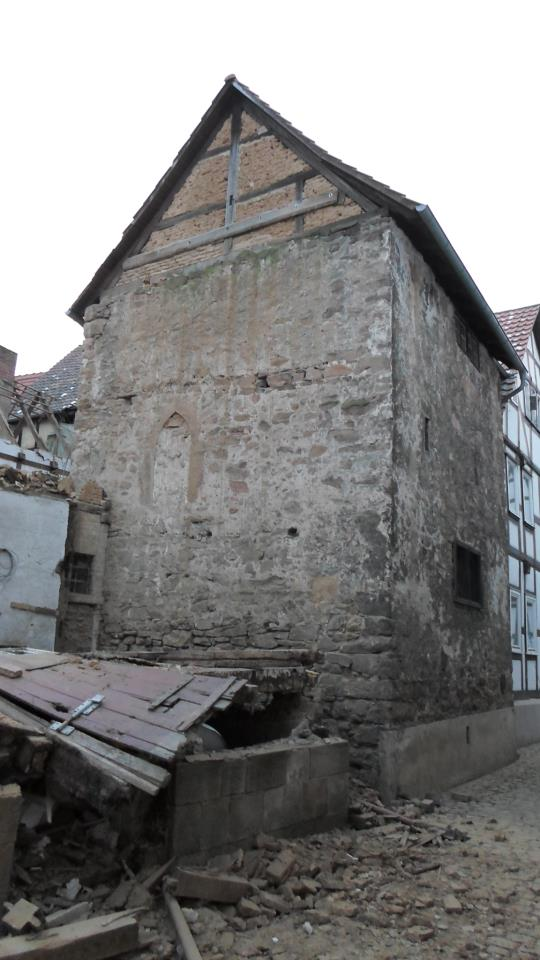
Die Kemenate in Melsungen

Otto I. war von 1339 bis 1358 Kanonikus zu Worms (Martinskirche) und von 1361 bis 1373 Dechant zu Rotenburg an der Fulda. Er führte in seinem Siegel einen Halbmond und zwei Sterne. Otto nahm in Melsungen seinen Alterssitz und erwarb hierzu Einkünfte und Besitzungen. 1339 kaufte Otto von Heinrich von Meysenbug einen Zins aus dessen Gut in Grebenau und 1368 von Hermann und Tile von Falkenberg den Zehnten von Beiseförth, Rockenhusen (Rockenmühle an der Beise), Sneylbach (Schnegelshof zw. Beiseförth und Dagobertshausen). Im Jahre 1358, dem letzten Jahr seines Aufenthaltes in Worms, erwarb Otto von seinem Bruder Eckhard I. dessen Gut zu Oberzwehren. Mit den Einkünften daraus stiftete er eine Kapelle mit einer Kemenate in der Melsunger Cyllsgasse (heute: Zülchsgässchen) hinter dem ehemaligen Burgsitz derer von Röhrenfurth; die einstige Kemenate ist, mit einer Aufstockung in 1601, heute das älteste Wohnhaus in Melsungen. Um die Kapellenstiftung über seinen Tod hinaus zu sichern, band Otto seine Verwandtschaft vertraglich. 1357 veranlasste Otto seinen Bruder Eckhard I., dessen Frau Alheide und deren Söhne Otto II. und Eckhard II., auf ihr väterliches Erbe zu verzichten, gab es ihnen aber auf Lebenszeit gegen einen geringen Kornzins zur Nutzung. Dafür versprachen sie, ihn im Besitz all seiner Habe zu lassen. 1373, wohl nach dem Tod Eckhards I., bestätigten die Brüder Otto II. und Eckhard II. die Kapellenstiftung ihres Onkels.
Eckhard II. und sein Bruder Friedrich von Röhrenfurth waren von 1418 an Stellvertreter und ab 1422 bis 1432 Nachfolger von Rörich II. von Eisenbach als Erbmarschall von Hessen. Auf Eckhard II. folgte in diesem Amt sein Schwiegersohn Herrmann II. Riedesel. Mit dem Tode Eckhards des II. ist dieses Geschlecht erloschen.

## Belegte Mitglieder des Geschlechts
- 1182–1220 Bertoldus de Rornefurt
- 1199 Helmwich (Bruder Bertolds ?)
- 1219–1220 Helfrich (Bruder Bertolds ?)
- um 1200 gest. Heinrich, Subdiakon in Fritzlar (Bruder Bertolds ?)
- 1269 Wolrad (der Ältere)
- 1269 Hermann I. (Sohn Wolrad des Älteren)
- 1269 Wolrad (der Jüngere, Sohn Wolrads des Älteren)
- 1288–1309 Wigand (der Ältere, Sohn Wolrads des Älteren) und seine Ehefrau Elisabeth
- 1309–1368 Eckhard I. (Sohn Wigands) und seine Ehefrau Alheide
- 1309–1323 Wigand (der Jüngere)
- 1309–1373 Otto I., Sohn Wigands des Älteren, Bruder Eckhards I., 1339–1358 Kanonikus zu Worms, 1361–1373 Dechant zu Rotenburg
- um 1340 gest. Bertha von Röhrenfurth (Tochter Wigands des Älteren ?)
- um 1340 Bertold, Ritter von Röhrenfurth
- 1341 Lukardis, Wigandi von Rorennefort Witwe (verkauft Gefälle ihrer Güter in Wanfort (Wagenfzrth) zum Heil ihrer Seele an das Kloster Eppenberg)
- 1347 Uda von Rorinfort, Nonne im Kloster Eppenberg. Auch Jutta, Elrich und Alheide, Töchter der Röhrenfurther, werden als Nonnen des Klosters Eppenberg genannt.
- 1357–1385 Otto II. (Sohn Eckhards I., Amtmann in Melsungen) und seine Ehefrau Elisabeth
- 1357–1432 Eckhard II. (Sohn Eckhards I. und dessen Ehefrau Jutta von Schöneberg)
- 1357–1430 Friedrich (Sohn Eckhards I.)
- 1368 Elisabeth von Röhrenfurth (Witwe Kurts von Herzenrode)
- 1369 Mechthild (Schwester Eckhards II., Tochter Eckhards I., Ehefrau Bernhards von Binsförth, ihr Sohn Strauß von Binsförth wird von Otto II. als Erbe eingesetzt)
- 1376 Hans (Sohn Ottos II. und dessen Ehefrau Elisabeth), früh verstorben
- 1383–1384 Otto III. (Sohn Ottos II.)
- 1383 Eine namentlich nicht genannte Schwester Ottos II., verheiratet mit einem von Gleichen, einem Neffen Ottos II., Eckhards II., Friedrichs und Hennes, wird von Otto II. als Erbin eingesetzt
- 1406–1429 Henne (Sohn Eckhards I., Bruder Ottos II, Eckhards II., Friedrichs und Mechthilds)
- 1429 Margaretha, Tochter Eckhards II. und dessen Ehefrau Jutta von Schöneberg, heiratet Hermann Riedesel
- 1432 Eckhard II. von Röhrenfurth, seit 1422 hessischer Erbmarschall, stirbt. Sein Schwiegersohn Hermann II. Riedesel († 31. Juli 1463), Ehemann Margarethas, tritt das Erbe der Herren von Röhrenfurth an, einschließlich des Erbmarschallamts.